# QUIZ
『QUIZ』（クイズ）は、2000年4月14日 - 6月23日にTBS系で金曜22:00 - 22:54（金曜ドラマ）に放送されていたテレビドラマ（刑事ドラマ）である。全11話。
2022年5月18日より6月1日まで（毎週月曜から金曜）の16:59よりBS-TBSで再放送された。

## ストーリー
東京都多摩市の閑静な住宅街で発生した誘拐事件。正体不明の誘拐犯は、両親や警察をあざ笑うかのように、次々とクイズを出題しては関係者を振り回していく。警視庁刑事部捜査第一課・SIT所属の桐子カヲル警部は、多摩東警察署刑事課の白砂竜太巡査部長らと共に、電子メールで届く誘拐犯からのクイズを解きながら事件の真相を突き止める。

## キャスト

### 警察関係者
桐子カヲル〈32〉
演 - 財前直見
警視庁刑事部捜査第一課SIT特殊犯担当警部。1967年4月18日生まれ。誘拐捜査の第一人者。人の心が読めすぎてしまう（当然、じゃんけんも勝ててしまう）。自ら社会から隔離して精神病院にて暮らす。高野啓からは双極性障害を指摘されている。なお、作中では動物の心も読めるかのような描写も存在し、無線越しであっても読み取れるようである。
極端な子供至上主義者。加害者には平気で「殺す」と言う反面、被害者には「死なせない」と言う。物騒な言動や狂気じみた行動（理容ハサミを携帯している、急に髪を切り出す、突然笑い出すなど）が見える。過去にトラウマあり。常備薬の影響から、頭痛や目眩の症状がある。薫から過去をえぐられると自傷行為に走る。
自他ともに厳しく、第8話で中森が「1人の女として石原滋郎と新しい人生をやり直したかった」との動機で便乗犯になったことを「家族や周りにせいにして被害者ぶった勝手な言い訳」と唾棄し、「あゆみをかわいそうと思った生徒達がもっとかわいそう」と言った。「子供はどんな理由でも悪いことは悪いと教わるし、人を殺しておいて泣いて同情を引く刑事ドラマのラストと現実は違う上に大人も子供と同じように罪は罪として受け入れる」として白砂と生徒達の前で手錠をかける姿を見せつけた。
中森が自身と似ていたこともあったようで、白砂には「あゆみを含めた大人を必要以上に傷付けることで自分自身も傷付けている」と精神的な自虐行為を指摘された。
最終盤で「自分が見ていたのは世界の暗い部分だけだった」と気が付く。
白砂竜太〈45〉
演 - 内藤剛志
多摩東署刑事課部長刑事。いつもマイペース。穏やかな口調で話し、一人称は「わたくし」。周囲を和ませるお人好し。嘘がつけない、不器用な人。捜査中に負傷しても「食べれば治る」と言う。書いた始末書は数知れず、刑事としての能力は優秀。事件解決のためには熱くなる。カヲルに「刑事の勘を信じてほしい」と言った。
第3話にて精神を病んでしまった舞に刺されてしまう。
第6話で現場に復帰（刺された傷口はストーリー終盤まで完治していなかった模様）。
妻子はいたが、3年前の夏、担当した迷宮入り寸前の通り魔事件解決に有頂天になり、家庭をないがしろにし、慣れない土地での生活のプレッシャーや寂しさを抱えた妻はパチンコ中毒、店に同行していた5才の息子・ケンタは川に落ちたパチンコ玉を拾おうとして溺死している。妻は後追い自殺を図り、家庭が崩壊した。なお、2人が眠る墓は鳥取の田舎にある。また、息子を思い出してしまうため、好物だったクリームパンが食べられなかった。
桐子とは無線機越しで知り合い、第5話で顔を合わせる。
周囲が気が付かない中、唯一、カヲルの誕生日を祝う言葉をかける優しさを見せる。
緒沢在昌
演 - 生瀬勝久
多摩東署刑事課長。東大卒のインテリ。融通が利かず、自信家。女性軽視する傾向あり。
携帯電話の着メロは「Gメン'75」、森村からの場合は「ルパン三世」。6年前に管内で起きた誘拐事件を1日で解決した。
捜査本部で出会ってすぐにカヲルから殴られる。捜査のやり方も批判されたことに反発し、「人間的に嫌い」とまで本音をぶつけるも、のちに「自画自賛ブラザーズ」を自称する仲となる。また、白砂とも良好な関係を築いていく。
第9話では長期戦となった誘拐事件に苛立ちと焦りを募らせる。
第10話ではカヲルが森村との作戦で金塊密輸の犯人をわざと見逃したことで一時的にカヲルを真犯人だと思うも、後藤が犯人の一味であると判明すると、捜査本部では事前にカヲルから真実を聞かされていたためか、苦い表情を見せる。また、動揺して銃を発砲した後藤からカヲルを身を挺して守る。
後藤の自殺後は捜査をカヲルらに委ねて入院する。連続誘拐事件が発生したことをニュースで知ると松葉杖を突きながら強引に病院を抜け出して森村と一緒にカヲルがいる「スーパー菅井」へ急行。
最終話でカヲルの無線連絡を通じて犯人のクイズによって、真犯人が子供達であった事を捜査一課の刑事達と共に知る。すべての真相を知った後は白砂と森村、刑事達＝これまで事件と向き合ってきた者達として本当の事件解決のために子供相手に催涙弾を使って突入しようとする機動隊を全力で阻止した。
最終話ではカヲルに好意を持っているように描かれている。
蓮見礼二
演 - 竜雷太
警視庁刑事部捜査第一課管理官。長年、刑事畑を歩んだベテラン。
カヲルの能力を評価し、理解しているが、2人の関係は謎（カヲル曰く「体だけの関係」「愛人」）。森村には「（カヲルを）理解しようとするな」と言った。
服装は黒ずくめ。常にサングラスを着用し、青い右目を隠している。
実は高野生・後藤刑事とは共犯関係でもうひとりの黒幕（第3話の時点で後藤刑事の頭の中を読もうとしたカヲルを制止している描写がある）。
森村優作〈27〉
演 - 冨田賢太郎
警視庁刑事部捜査第一課SITの若手刑事。携帯電話の着メロは「太陽にほえろ！」、蓮見からの場合は宇多田ヒカルの「First Love」。
カヲルの監視役として今回の事件にかかわる（運転手も兼ねる）。
第3話では蓮見の公開捜査と記者会見を一時的に遅らせるために500円玉を使った賭けで（インチキをしたが）カヲルを勝たせるなど、気転を見せた。
中学受験組の親達が異常に見えるカヲルから「（森村にとっての）普通は本当の普通なのか」と指摘されていた。
第5話では捜査本部に潜んでいた犯人の内通者により、わずかな隙に携帯電話を盗まれ、データを他の媒体にコピーされたうえ、警察の逆探知を防ぐ機能も備えた複製の携帯電話を作られてしまう。
6億円の身代金事件ではカヲルと犯人を炙り出すために30人の捜査員全員に異なる地図を用意し、無事に作戦を遂行するなど、成長を見せる。
誘拐事件解決後はカヲルの相棒となっている。
市井沙俊
演 - 河原さぶ
多摩東署刑事課所属の老刑事。緒沢に従順で、口調は「〜っすよ」が目立つ。当初、警察を無能呼ばわりするカヲルに対し、べらんめえ口調で反発する。刑事としての勘は良いほう。
第3話では後藤とともにカヲルに頭の中を読まれかけた。
第10話では交通事故の示談で借金を抱えていることが判明するも、誘拐犯からは除外される。
後藤真希男
演 - 温水洋一
多摩東署刑事課所属の刑事。独身。3歳の時に父親が家を出ていったきり、母親に育てられた。
第2話では高野啓が用意したヘリに緒沢と搭乗して便乗犯が送り付けた「クイズメール」の答えを探す。
精神を病んだ舞が白砂を刺した件では、高野家に仕掛けてある監視カメラに電車が引き起こす30秒のノイズを童謡の「鳩ぽっぽ」とシンクロする形で発見。捜査一課に教え、「白砂救出作戦」を立ち上げた。
実は誘拐事件の真犯人の内通者。捜査本部の情報を入手して一課の行動を先読みするなど、裏で暗躍していた。
第5話では秘かに森村の携帯を盗んでデータをコピー。犯人としての連絡手段を兼ねた森村の携帯の複製品で桐子らに犯人の一味であることを伝える（この時はボイスチェンジャーで声を変え、「汚れた社会の傷口から染み出して大地に落ちた膿の一滴」を自称するも、カヲルから「被害者面は人並」と返され、「生に傷をつけたら拷問してから殺す」と脅し返された）。
第7話では菅井恭子が作った誘拐実況生中継の掲示板の再開を緒沢達に伝えていたが、自身が得た情報を真犯人にも伝えて掲示板を更新させていた。
第9話で真犯人に6億の金塊の引き渡しの「くいずメール」を送らせ、自身は複製品の携帯で緒沢に電話して宮部に金塊を運ばせるように指示。
第10話でカヲルと森村の作戦で内通者であることを炙り出され、錯乱してカヲルを射殺しようとするも、緒沢が身を挺して庇ったために失敗。
白砂を助けた事実から、カヲルには「殺人のできない人間」と評されるも、石原らの残虐な殺害方法や一連の犯罪を実行させたことを指摘され、最後は「自分にだって殺人もできる。すべては俺がやったことなんだ」と悲しげに虚勢を張り、自身の銃を口に押し当てて自殺した。
中澤裕二
演 - 樋渡真司
多摩東署刑事。喫煙者。
第10話で消費者金融に借金をしていることが分かるも、誘拐事件の犯人からは除外される。
保田圭司
演 - 松浦隆
多摩東署刑事。
安倍なつき
演 - 佐藤二朗
多摩東署刑事。
辻希一
演 - 中根徹
多摩東署刑事。
加護亜二朗
演 - 井出勝己
多摩東署刑事。
飯田圭太
演 - 小山彰一
多摩東署刑事。
矢口真吾
演 - 荻原紀
多摩東署刑事。
植木淳
演 - 山田明郷
警視庁刑事部捜査第一課長。

### 事件関係者

#### 立栄学院大学付属小学校
中森あゆみ〈26〉
演 - 鈴木紗理奈
生のクラス担任。母（演 ‐ 風祭ゆき）が理事長を勤める名門小学校を卒業し、名門私立大を卒業している。教師歴は4年。「方針ですから」が口癖で、仕事への情熱はない。ブランド好きで見えっぱり。
実は過去に厳しい校則を持つ名門校の理事長を勤めていた母親からネグレクトに遭っていた（父は単身赴任で家を空けがち、常に優秀な2人の兄と比較され、「空気」として扱われていた。また、書類上はおばが保護者であった）。8歳だったあゆみはゲームセンターでカメラ好きの「由利恭平」こと石原滋郎と出会い、母親の不倫する姿を盗撮。写真を自身が通っていた小学校にばら撒いて母を首吊り自殺に追い込んだ。ちなみにこの時に「初めて母が自分だけの母になった」という実感を持った。以来、石原とは18年間の共犯者と浮気相手の関係にあった。
ドラマ後半では、夜中、会って3分もしない男2人を相手にカーセックスをし、監視していた白砂を驚かせる（当の本人は「母と同じことをしているだけ」と考えながら行為に及んでいた）。
石原が死んだことを知った直後には真犯人の一味に襲われ、飛び降り自殺をしようとするが「しなければならないことをしないで勝手に死ぬのは卑怯だ!」との白砂の怒り混じりの説得によって思い留まる。その後、白砂と児童達に事件に関わっていたことを告白・謝罪し、学校を退職。
退職後に逮捕され、石原が誘拐事件のクイズを知った経緯をカヲルに聞かれるが、詳細は知らなかった。
面会時、島津教頭に学級日誌を渡されて真犯人に気付いてしまい、蓮見に首を抑えられて気絶。
最終回では無事に目覚め、警察に連絡をするよう頼む。また、刑務所では真犯人だった児童達の手紙を読む場面がある。
島津起一郎
演 - 佐藤正宏
教頭。誘拐事件の犯人として、中森を疑っていた。
第10話にて中森の面会へ来た際、子供たちに託された学級日誌を渡す。そして、校長・学年主任共々、理事会の決定で責任を取らされ、クビになった旨を述べて「一生恨んでやる」と吐き捨てた。

#### 高野家とその関係者
高野舞〈30〉
演 - 森口瑤子
職業は英会話講師。誘拐された子供・生の母。TVや雑誌に露出するほど社交的だが、綾曰く「意外と秘密主義」。
仕事上のパートナーである宮部夏彦とは愛人関係にある。
第1話にて「くいずですメール」でカマをかけられて激しく動揺する。
捜査状況を伝えずにいる白砂に不信感を抱き、だんだんと神経をすり減らしていった結果、第3話で白砂を刺してしまう。
過去に子育ての悩みからノイローゼになったときにも啓から気遣われた覚えがなく、生と2人きりで過ごしてきたことに不満を持っている。
高野啓〈36〉
演 - 村井克行
国立医大卒の精神科医。京明大学病院に勤務。人当たりは良いが、優柔不断。身代金は警察が用意するのだと思っていた。
舞が白砂を刺した際には専門外の応急処置を行い、聞かされた白砂の過去に共感している旨を伝える。
舞と宮部の関係に立腹するも、第7話での舞の発言から過去に浮気をしたものと思われる。
舞とは8年前に結婚したが、その2年前＝10年前にカヲルを診察・治療していた。恋人の関係にもなっていたが、事故で記憶を喪失、しかも2年間意識不明となり、彼が医者と患者の関係ではなくなったことを知った両親によって同棲していたアパートを無理やり引き払われた。さらに子供も授かっていたが、ショックで錯乱していたカヲルによって堕胎させられてしまう。
カヲルが初対面を装ったことに不信を抱き、やがて、自分の記憶が2年間ないことに不安を募らせる。
高野生（しょう）〈7〉
演 - 神木隆之介
舞と啓の息子。一学期の始業式終了後、飼育係の活動を終え、下校中に誘拐される。
宮部夏彦〈35〉
演 - 羽場裕一
英会話学校の理事。舞の仕事上のパートナーであり愛人でもある。
女好き。金儲けのためならなんでもやる男。きな臭い過去があり、訴訟も多数抱えている。誘拐事件が公になると、舞に懸賞金1千万円を出すことを提案する。
第9話では犯人からの指名により、6億円を金塊に替えた身代金の運び役となるも、爆発に巻き込まれて負傷して病院に運び込まれる。
舞に対する愛情は本物だったらしく、第10話にて舞の名前を何度も呼んで死亡した。

#### 柴崎家
柴崎真理〈33〉
演 - 浅香唯
ツヤ子に付き従っているが、自宅にまで電話をされることを迷惑がっている。
「母親」という響きを嫌がり、多数の男性と電話番号を交換して若い頃のように扱ってもらえない私生活の不満を解消しようとしている。
聴取する刑事らには甘え声で応じ、街頭インタビューではバッチリ化粧をして映っている。自分中心でないと気が済まない。
ドラマ終盤では「くいずですメール」が送りつけられる。
第9話にて、正宗と出会うより前に風俗に勤務していたことが判明。
柴崎正宗〈39〉
演 - 光石研
真理を束縛する言葉を投げかけ、なつめと遊ぶ約束は忘れている。なつめの誘拐が分かっても仕事の電話をしており、仕事を優先している様子。
結婚前は真理の同期を口説いていたらしい。
柴崎なつめ〈7〉
演 - 斉藤みやび
真理と正宗の子。
真理が母親としての生活を嫌っていることに気が付いており、正宗からの愛情にも飢えていたために誘拐事件に加担する。なお、過去には「弟がほしい」と言ったらしいが、すっかり忘れられていた。

#### 菅井家
菅井ツヤ子〈43〉
演 - 岡本麗
口調は丁寧だが、土足で他人のプライベートに踏み込んで見下す発言が目立つ。
幼い頃の実母の「女のコンプレックスは容姿の美しさ・醜さ」との言葉がトラウマとなり、「自分は嫌われている」と自己肯定感が非常に低い。「自分は生まれてはいけなかった」と感じており、飛躍して「いつ、あの子（恭子）を殺せるのか」と考えている。恭子の話題を嫌がる一方、恭子を「もうひとりの自分」と設定して敬語で接している。
第5話にて恭子が事件の掲示板を立ち上げたことを知る。そして、自分が第一容疑者とされていたことも知り、今まで抑えていた感情が限界に達し、2階に火を放つ。全身やけどで意識不明の重体となるも、第9話にて完全に意識を取り戻す。
菅井芳夫
演 - 保積ぺぺ
家庭内での存在感が薄く、子供らにも関心が薄い。「スーパー菅井」を経営。
ツヤ子と恭子が入院してしまい、中森には「これからは家庭を優先する」と言うも、芳貴からは全否定されていた。
菅井恭子〈16〉
演 - 星野真里
芳貴の姉。トイレとパソコンがある真っ赤な部屋で、大音量の音楽をかけて引き籠もり、オムライスばかり食べ、過食嘔吐を繰り返している。
荒んだ私生活を送っている中、事件の誘拐実況生中継という掲示板を作り上げ、向かいの高野家を監視していた。
第5話でのツヤ子の自殺騒動ではツヤ子と共に留まることを決める。全身やけどで入院となり、第9話にて完全に意識を取り戻す。
作り上げた掲示板は、その後、犯人によってコピーされて海外のプロバイダー経由で閉鎖されても増殖し続けるものに作り替えられ、さらに捜査本部にいる内通者によって刑事達の個人情報まで書き足された。
最終話では父が知らなかった芳貴のプール教室の名前が「ドルフィン」であることを知っていたため、それなりに姉弟の交流はあったよう。
菅井芳貴（よしたか）
演 - 東海孝之助
ツヤ子と芳夫の子。
シニカルな考え方をし、ときおり大人たちに冷たい目線を向ける。芳夫はじめ、大人たちの無関心さに不満があり、誘拐事件に加担。

#### 石原家
石原綾〈26〉
演 - 矢部美穂
慎吾と伸の母。19歳の時に結婚した美人妻。ツヤ子・真理にパシられ、慎吾のことでイヤミを言われている。
ズタズタに引き裂かれた慎吾の制服を今も保管している。また、内心では「若いわたしが結婚してやったんだから感謝しろ」と毒づいている。
第6話で滋郎の遺体と対面し、「要りません、これ」と言い放つ。さらに、今までの気持ちが切れたのか、子供たちを置いて家を出て行く。
滋郎とあゆみの関係には8年前から気付いていたが、見て見ぬふりをしていた。
第10話にて携帯に「くいずですメール」が送られてくる。
石原滋郎〈45〉
演 - 徳井優
慎吾と伸の父。
2人の担任である中森あゆみと18年間もの長い不倫関係にあった（かつては「由利恭平」という名でカメラ好きの売れないモデルをしていて、当時8歳のあゆみとはゲームセンターで出会い、彼女の母親の不倫現場を盗撮して自殺に追い込んだ）。
高野生誘拐事件に便乗し、身代金6千万円を奪ってあゆみと逃亡するつもりでいたが、芦ノ湖で6千万円を回収した後に真犯人から連絡を受けて「使えない6千万を使えない3千万円と交換する」との条件を飲み、立栄学院大学付属小学校へと向かう。そして、スタンガンと催涙スプレーを使って3千万円も奪おうとする。
しかし、潜伏していた小学校の体育館で、犯人によって「生きたまま100本の矢（その内、命中したのは69本）で射殺される」というあまりにも凄惨な最期を遂げた。
ちなみに真犯人が送り付ける件名「くいずですメール」に対し、便乗犯の彼が送り付ける件名は「クイズです」になっている（真犯人のメールを耳で聞いていたため、犯人のメールをカタカナだと誤解していたため）。なお、件名以外はすべてひらがなという点は共通している。
石原慎吾
演 - 松崎駿司
綾と滋郎の子。お受験に失敗している。
綾を裏切っていた滋郎が許せずに誘拐事件に加担していた。
石原伸（のぶ）
演 - 根本天翔
綾と滋郎の子。
綾が滋郎の不倫を見過ごしていることを分かっており、自分達を見てほしいと願っていた。

### その他
深井祐輔
演 - 橋龍吾
「ラジオジャパン」社員。
菅井恭子が立ち上げた掲示板を見て菅井家へ取材に押しかける。
第9話では、なつめの誘拐事件を知って柴崎家へ取材を申し込む。
薫
演 - 内山理名
謎の少女。姿は少女時代の桐子カヲルそのもの。妄想の存在ではなく、超常の存在として描かれる。
ときにカヲルの傷をえぐり、ときに「もう人殺しはさせない」と心に呼びかける。
最終盤にてカヲルと和解して消滅。

## スタッフ
- 脚本 - 相内美生、飯野陽子、関えり香
- 音楽 - 西平彰
- 主題歌 - Kirari 「Toy Soldiers」
- 挿入歌（ノンクレジット） - Yes「Heart of the Sunrise」
- タイトルバック - 松原弘志、小島淳二
- CG - 曽利文彦、保坂久美子
- 演出 - 今井夏木、生野慈朗、難波一弘、福澤克雄、那須田淳
- プロデューサー - 那須田淳、植田博樹

## サブタイトル
| 話数        | 放送日        | サブタイトル                             | 脚本     | 演出     | 視聴率 |
| ----------- | ------------- | ---------------------------------------- | -------- | -------- | ------ |
| Question 1  | 2000年4月14日 | 史上最悪の誘拐犯てだあれ                 | 相内美生 | 今井夏木 | 14.5%  |
| Question 2  | 2000年4月21日 | 絶対成功する身代金の奪い方は             | 関えり香 | 今井夏木 | 14.5%  |
| Question 3  | 2000年4月28日 | あなたを絶対死なせない                   | 飯野陽子 | 那須田淳 | 11.8%  |
| Question 4  | 2000年5月5日  | 公開捜査、1秒前                          | 飯野陽子 | 難波一弘 | 12.6%  |
| Question 5  | 2000年5月12日 | 真犯人登場 便乗犯の死                    | 相内美生 | 今井夏木 | 11.5%  |
| Question 6  | 2000年5月19日 | 桐子、疑わしい過去                       | 関えり香 | 福澤克雄 | 10.4%  |
| Question 7  | 2000年5月27日 | 18年間の共犯者                           | 飯野陽子 | 生野慈朗 | 10.9%  |
| Question 8  | 2000年6月2日  | 第2の誘拐だーれだ!?                      | 相内美生 | 今井夏木 | 13.4%  |
| Question 9  | 2000年6月9日  | ママの過去は風俗嬢                       | 関えり香 | 難波一弘 | 11.9%  |
| Question 10 | 2000年6月16日 | まさかおまえが! 史上最悪の誘拐犯逮捕の日 | 飯野陽子 | 福澤克雄 | 13.2%  |
| Answer      | 2000年6月23日 | ぼくたちは、ここにいるよ                 | 相内美生 | 今井夏木 | 14.7%  |

## 逸話
犯人の正体については、最終回まで出演者やスタッフには明かされないまま製作された。
ドラマ『ケイゾク』に出演していた多くの役者が再出演している。
メインキャスト以外の警察官の役名が、当時のモーニング娘。のメンバーをもじったものになっていた。
番組タイトルの題字は『ケイゾク』繋がりで中谷美紀の手によるものである。
桐子役である財前の談によると、桐子の衣装は財前のピックアップであり、映画『マトリックス』のイメージを参照したとのこと。
犯人が誰かを当てるクイズを視聴者に出題したが、答えが意外すぎて当選者はいなかったと発表された。

## 関連書籍
- 緒川薫『QUIZ/完全版』角川書店、2000年　ISBN 9784048732369
- 浅田寅ヲ『QUIZ』（上・下）角川書店〈角川コミックス・エース〉、2000年　ISBN 9784047133525（上巻）、9784047133532（下巻）
  - コミカライズ。プロットがドラマとは一部異なる。
- 唐津薫、山下雅民『QUIZ 2010』光進社、2000年　ISBN 9784877610463
- J・G・バラード『殺す (原題：Running Wild )』東京創元社、1998年　ISBN 9784488016203